# Polyodaspis parva
Polyodaspis parva är en tvåvingeart som beskrevs av Nartshuk 1964. Polyodaspis parva ingår i släktet Polyodaspis och familjen fritflugor. Inga underarter finns listade i Catalogue of Life.